# Liste der Bodendenkmale in Bad Lauchstädt
In der Liste der Bodendenkmale in Bad Lauchstädt sind alle Bodendenkmale der Stadt Bad Lauchstädt und ihrer Ortsteile aufgelistet. Grundlage ist die Veröffentlichung der Landesdenkmalliste mit Stand vom 25. Februar 2016.  Die Baudenkmale sind in der Liste der Kulturdenkmale in Bad Lauchstädt aufgeführt.
| Denkmal-ID | Fundart             | Ortsteil       | Bezeichnung                                     | Zeitstellung | Lage                                                                 | Bemerkungen | Bild |
| ---------- | ------------------- | -------------- | ----------------------------------------------- | ------------ | -------------------------------------------------------------------- | --- | ---- |
| 428300066  | Befestigung > Burg  | Bad Lauchstädt | Wasserburg „Schloss“                            | Mittelalter  | im Ort (Lage)                                                        | verändert durch Kurpark und Bauten des 19. Jahrhunderts |      |
| 428300067  | Grabmal > Grabhügel | Bad Lauchstädt | Grabhügel „Stangenhügel“, oder „Feldherrnhügel“ | Neolithikum  | 0,3 km östlich vom Ort (Lage)                                        | von der ICE-Trasse umgangen, Großgrabungen im Umfeld sind erfolgt |      |
| ?          | Grabmal > Grabhügel | Bad Lauchstädt | Turmhügel                                       |              | südöstl. Ortsrand, an der Kleinlauchstädter Str. (Lage)              | |      |
| 428300070  | besonderer Stein    | Burgstaden     | Menhir „Mädchenwürger“                          | Neolithikum  | 2 km südlich vom Ortsteil Milzenau ()                                | Nicht mehr vorhanden. |      |
| 428300272  | Befestigung > Burg  | Burgstaden     | fragliche Wallburg                              | undatiert    | südlicher Ortsrand von Burgstaden am Bachlauf Schwarzeiche ()        | schwach ausgeprägte Anhöhe mit Gehöft, in unmittelbarer Nähe befindet sich auf dem Gelände (Landwirtschaft) einer Agrargenossenschaft eine grabhügelähnliche Anhöhe mit Eiche                                          |      |
| 428300271  | Grabmal > Grabhügel | Burgstaden     | zwei Grabhügel auf dem Pfarrsberg               | undatiert    | 2,2 km südöstlich von Burgstaden, 2,3 km nordwestlich von Blösien () | Es handelt sich um eine sehr leichte Kuppensituation innerhalb einer geringen Anhöhe (jedoch sichtbar). Bei der angenommenen Grabhügel-Fläche wurde eine etwa 8 × 5 m große Fläche aus der Beackerung heraus genommen. |      |
| 428300274  | Grabmal > Grabhügel | Schafstädt     | zwei Grabhügel (Eichstädter Warte)              | undatiert    | nördlich an der L 177 zwischen Schafstädt und Neuweidenbach (Lage)   | es handelt sich bei beiden sichtbaren Stellen um Senken, beide Stellen dienten offensichtlich als Schotterentnahmestellen                                                                                              |      |
| 428300093  | Befestigung         | Schafstädt     | Landwehr                                        | undatiert    | 1,8 km südwestlich vom Ort (Lage)                                    | |      |